# Estátua do Laçador
A Estátua do Laçador (ou Monumento ao Laçador) é um monumento da cidade de Porto Alegre. É a representação do gaúcho pilchado. Foi definida por lei municipal como Símbolo Oficial de Porto Alegre em 1992. Sua autoria é do escultor pelotense Antônio Caringi. A estátua foi tombada como patrimônio histórico de Porto Alegre em 2001. Em 2007, o monumento foi transferido de seu local original, o largo do Bombeiro, para o sítio O Laçador, em razão da previsão da construção do viaduto Leonel Brizola.
Para usar um gaúcho autêntico como modelo para a sua obra, Antônio Caringi contou com o folclorista Paixão Côrtes, então um jovem apreciador dos costumes da cultura campeira sul-rio-grandense, o qual posou para o artista com a sua coleção de indumentária gauchesca. O monumento é feito de bronze, tem 4,45 metros de altura e pesa 3,8 toneladas. A estátua tem um pedestal de granito trapezoidal de 2,10 metros de altura.

## História do Laçador
Em 1954, para a Exposição do IV Centenário de fundação da cidade de São Paulo, no Parque Ibirapuera, foi realizado um concurso público a convite da Secretaria Estadual de Agricultura para a execução de uma escultura que servisse como um símbolo do Rio Grande do Sul. Caringi venceu a disputa, conquistando o primeiro, segundo e terceiro lugares (com as maquetes Boleador, Bombeador e Posteiro, respectivamente). A primeira colocada, após modificações solicitadas pelo júri, tornou-se O Laçador. Em quarto lugar, ficou o Gaúcho Farrapo, de Vasco Prado, que representava um indígena segurando uma lança e calçando botas de garrão de potro. Prado teria retirado seu projeto da disputa ao saber da colocação. A maquete encontra-se, atualmente, no Museu de Arte do Rio Grande do Sul (Margs). Em último lugar ficou Peão da Estância, de Fernando Corona, dada como perdida.
A escultura original vencedora do concurso foi construída em gesso e ficou exposta no espaço central do pavilhão do Rio Grande do Sul. Após o evento, estava previsto ofertar a escultura à cidade de São Paulo. No entanto, tal foi a dimensão da recepção da obra por parte dos próprios gaúchos, que houve uma reivindicação popular para que a obra fosse instalada em Porto Alegre. A obra definitiva a ser instalada em Porto Alegre foi esculpida em bronze e inaugurada em 20 de setembro de 1958, data comemorativa a Revolução Farroupilha, no Largo do Bombeiro.

## Nova localização

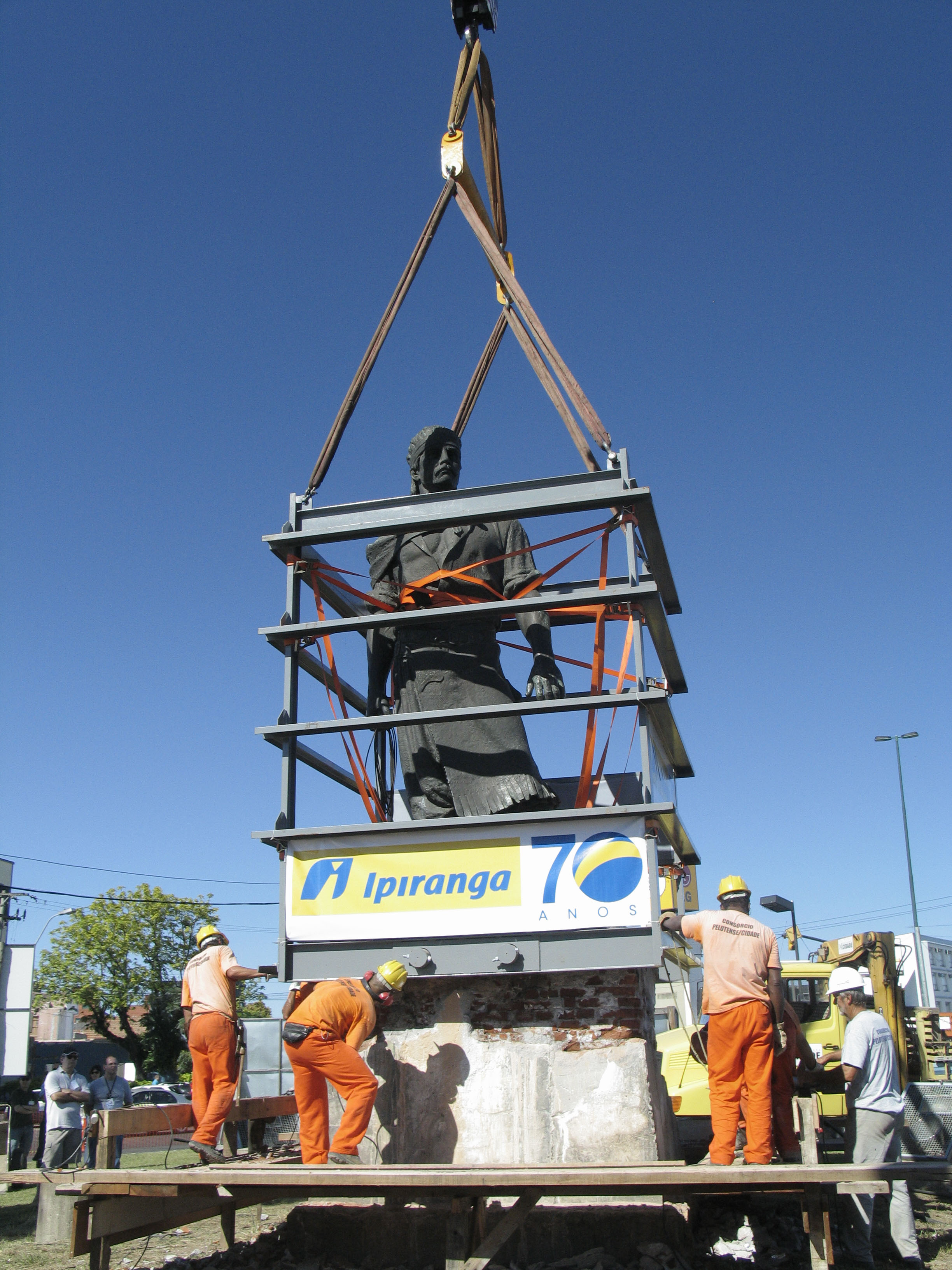
Detalhe da transferência de O Laçador em 11 de março de 2007

Após 48 anos no local original, situado na avenida dos Estados, bairro São João, zona norte da cidade, a estátua seria deslocada. No dia 11 de março de 2007, a estátua foi transferida para o Sítio do Laçador, em frente ao primeiro terminal do Aeroporto Internacional Salgado Filho, na mesma avenida, mas a uma distância de seiscentos metros do seu antigo local. O motivo para a transferência do símbolo de Porto Alegre foi a previsão de construção do viaduto Leonel Brizola, no local onde a estátua se encontrava. O próprio Paixão Côrtes não pôde assistir à transposição da estátua no dia da mudança, pois foi hospitalizado devido ao seu estado emocional.
O Sítio do Laçador tem seis espaços diferenciados, com as cores do estado do Rio Grande do Sul, em quatro mil metros quadrados de área. A estátua permanece num espaço mais elevado, no topo de uma coxilha que lhe serve de base. A estátua, nessa nova situação, continua bem visível a todas as pessoas que chegam a Porto Alegre pela BR-116. O local é também utilizado para eventos e manifestações mais variadas.

## Restauro
Em 2016 foram constatadas fissuras na estátua. Um projeto de restauro foi organizado pela Prefeitura através do Projeto Construção Cultural - Resgate do Patrimônio Histórico, com o apoio de várias instituições e empresas. O custo das obras foi orçado em R$ 900 mil. Em setembro de 2021 a estátua foi removida para o início dos trabalhos, sendo devolvida ao seu local no início de 2022. Um seminário apresentou ao público todas as etapas do processo. Foi publicado um livro sobre o trabalho de recuperação e foi anunciada a produção de um filme documentário dirigido pelo cineasta Jaime Lerner.

## Cultura popular
- Com o lançamento do 10° disco dos Engenheiros do Hawaii, o Minuano (álbum) ganhou como capa a Estátua do Laçador.

## Imagens adicionais

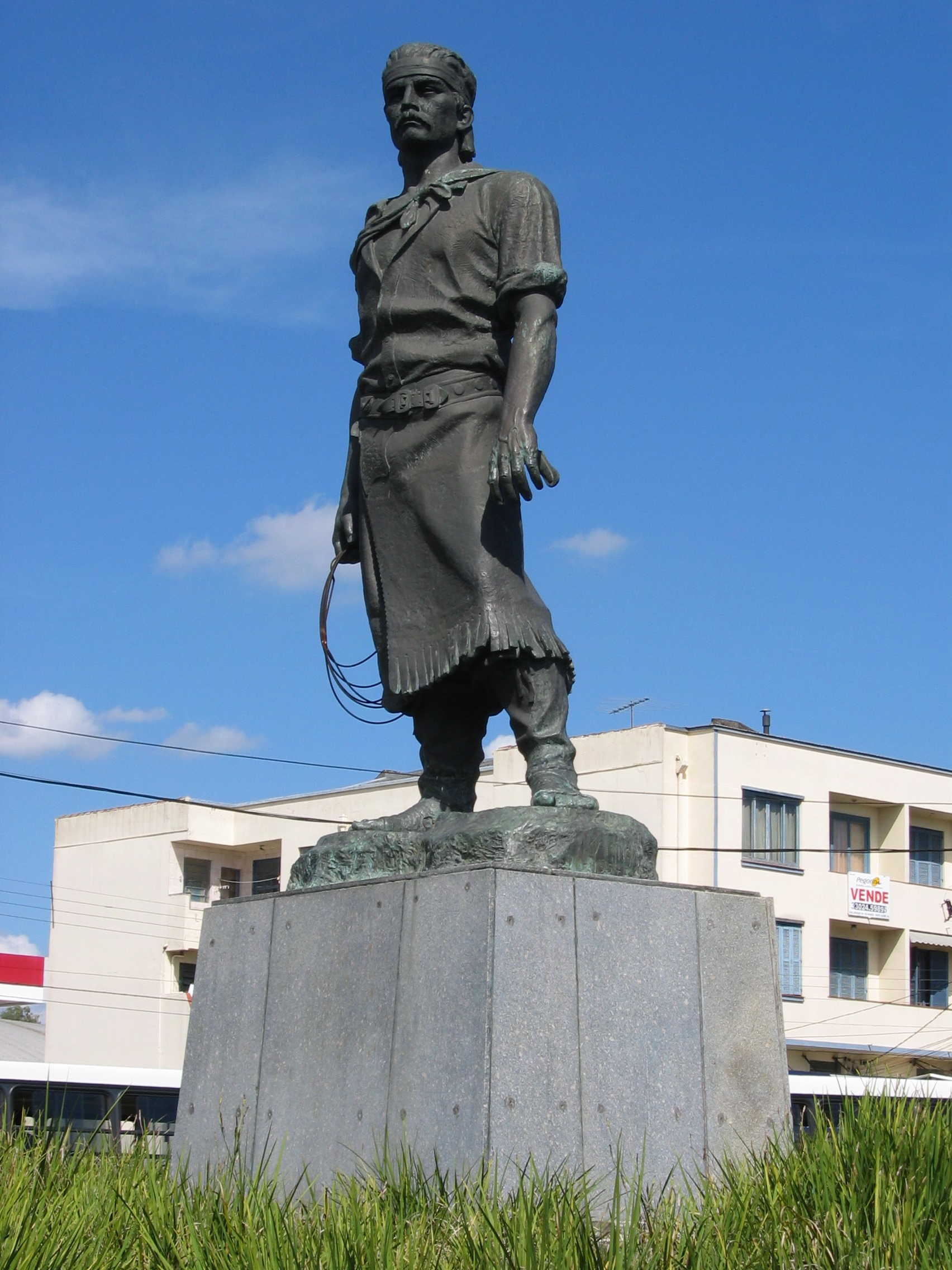
Estátua do Laçador em seu antigo local
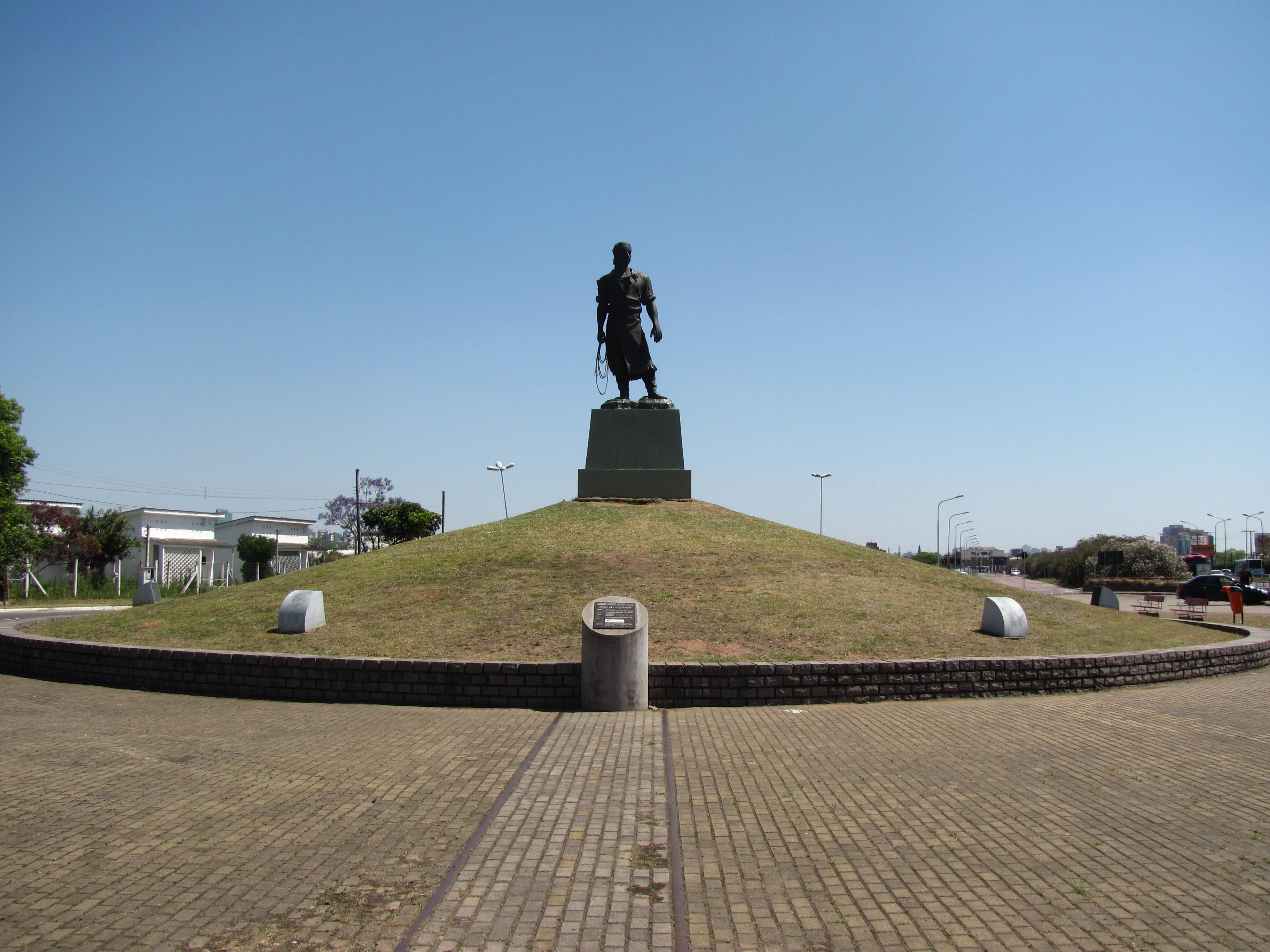
Estátua do Laçador, em sua nova localização
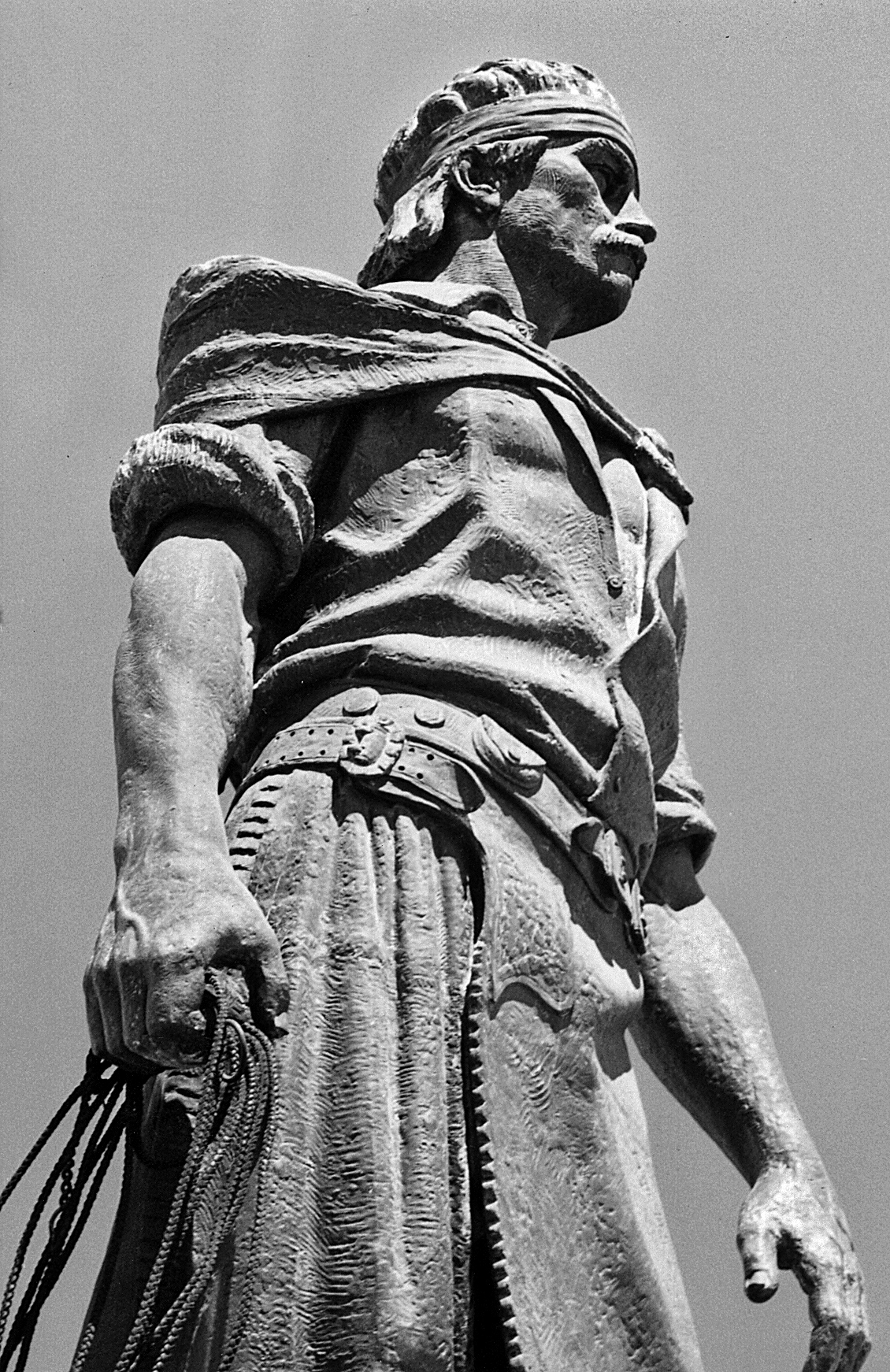
O Laçador, em 1999